# Stanisław Obrochta
Stanisław Obrochta (ur. 9 grudnia 1954 w Kościelisku, zm. 19 maja 1998 w Kirach) – polski biathlonista, medalista mistrzostw świata juniorów i mistrzostw Polski.

## Życiorys
W latach 1968–1970 był zawodnikiem SN PTT Zakopane, w latach 1971–1976 WKS Legii Zakopane.
Podczas mistrzostw świata juniorów w 1973 zdobył złoty medal w sztafecie 3 x 7,5 km (z Ludwikiem Ziębą i Janem Szpunarem) i brązowy medal w biegu indywidualnym (bieg ten wygrał Jan Szpunar). Na mistrzostwach świata juniorów w 1974 zdobył brązowy medal w sztafecie 3 x 7,5 km (z Ludwikiem Ziębą i Władysławem Truchanem), indywidualnie na tych zawodach zajął 32. miejsce w biegu indywidualnym i 23. miejsce w sprincie. Na mistrzostwach świata juniorów w 1975 zajął 16 m. w biegu indywidualnym, 15. miejsce w sprincie i 8, miejsce w sztafecie 3 x 7,5 km. W 1976 zdobył brązowy medal międzynarodowych mistrzostw Polski w sztafecie 4 x 7,5 km (startował w II reprezentacji Polski).